# Sais
Sais (egip. Zau, arab. Sa al-Hadżar) – miasto w starożytnym Egipcie, w zachodniej części Delty Nilu.
Stolica V nomu dolnoegipskiego. Centrum kultu bogini Neit. Z tego miasta pochodziły już żony władców I dynastii (Merneit, Meritneit), a świątynia Neit miała zostać postawiona jeszcze przez założyciela I dynastii Aha. Miasto odgrywało ważną rolę we wszystkich okresach historycznych, największe znaczenie miało jednak w Epoce Późnej. Było wtedy stolicą państwa za panowania XXIV oraz XXVI dynastii.
Wzmiankowane przez Platona w dialogu Timaios.